# Miss Robinson Crusoe
Pour plus de détails, voir Fiche technique et Distribution.
Miss Robinson Crusoe est un film américain muet de 1917, réalisé par Christy Cabanne. Il met en vedette Emmy Wehlen, Walter C. Miller et Harold Entwistle.

## Fiche technique
- Réalisation : Christy Cabanne

## Distribution
- Emmy Wehlen : Pamela Sayre
- Walter Miller : Bertie Holden
- Harold Entwistle : Charles Van Gordon

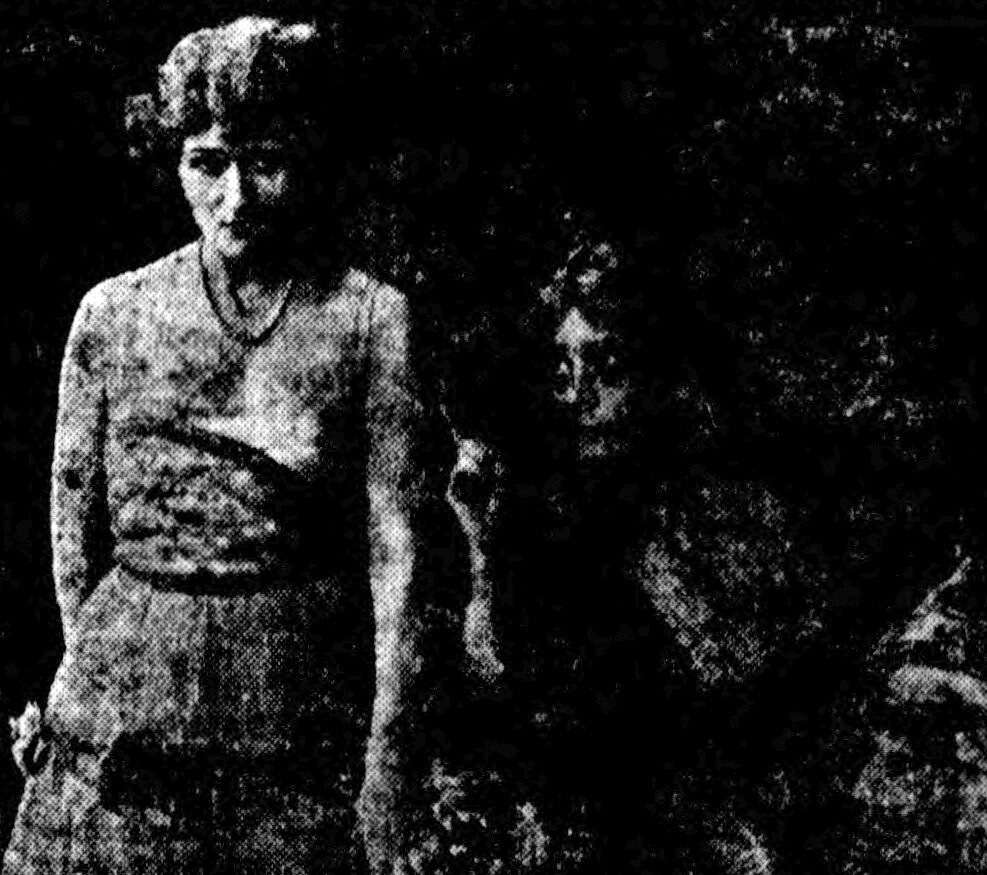
Miss Robinson Crusoe 1917

- Sue Balfour : Aunt Agatha
- Margaret Seddon : Aunt Eloise
- Augustus Phillips as Bertini
- Daniel Jarrett : Van Hoffman
- Ethel Hallor